# 大塚ひかり
大塚 ひかり（おおつか ひかり、1961年- ）は、日本の古典エッセイストである。「大塚」は、結婚前の旧姓である。

## 略歴
神奈川県横浜市生まれ、早稲田大学第一文学部史学科（日本史）卒業後、出版社に勤める。1988年、失恋体験を綴った『いつの日か別の日か―みつばちの孤独』（主婦の友社）でデビュー。装丁は佐藤雅彦が手がけた。
1991年、平安朝古典を題材にした『愛はひき目かぎ鼻』（NTT出版）を、1994年、『源氏物語愛の渇き』（ベストセラーズ、ワニの選書) を刊行、『源氏物語』を中心にした古典エッセイストとしての地位を次第に確立した。 セックス、下ネタ、マンガなど関心分野は広く、富野由悠季もその愛読者だという。
2007年11月23日TBSラジオ「ストリーム」コラムの花道のコーナーに出演。2008年11月より『源氏物語』の新しい現代語訳を刊行。
現在は結婚していて、1人の娘がいる。

## 著作
- 『いつの日か別の日か みつばちの孤独』主婦の友社、1988
- 『愛はひき目かぎ鼻 平成の平安化』NTT出版、1991
  - のち改題『愛のしくみ』角川文庫
- 『『源氏物語』の身体測定』三交社、1994
  - のち改題、加筆『「ブス論」で読む源氏物語』講談社+α文庫
- 『源氏物語愛の渇き』ベストセラーズ、1994
- 『カ・ラ・ダ・で・感・じ・る源氏物語』ベネッセコーポレーション、1996
  - のち『カラダで感じる源氏物語』ちくま文庫
- 『源氏の男はみんなサイテー 親子小説としての源氏物語』マガジンハウス、1997（後にちくま文庫）
- 『男は美人の嘘が好き ひかりと影の平家物語』清流出版、1999　のち「女嫌いの平家物語」ちくま文庫
- 『感情を出せない源氏の人びと 日本人の感情表現の歴史』毎日新聞社、2000
- 『太古、ブスは女神だった』マガジンハウス、2001
  - のち改題『ブス論』ちくま文庫
- 『面白いほどよくわかる源氏物語 平安王朝のロマンと時代背景の謎を探る』（学校で教えない教科書） 日本文芸社、2001
- 『いつから私は「対象外の女」』講談社、2002
- 『もっと知りたい源氏物語』日本実業出版社、2004
- 『美男の立身、ブ男の逆襲』文春新書、2005
- 『愛とまぐはひの古事記』ベストセラーズ 2005　のちちくま文庫
- 『オバサン論 オバの復権をめざして』筑摩書房、2006
- 『歯医者が怖い。 歯の痛みは心の痛み？』平凡社新書、2006
- 『綺麗になる古典美人道』小学館、2007
- 『快楽でよみとく古典文学』小学館101新書、2010
- 『古事記 いのちと勇気の湧く神話』中公新書ラクレ、2012
- 『本当はひどかった昔の日本　古典文学で知るしたたかな日本人』新潮社、2014
- 『昔話はなぜ、お爺さんとお婆さんが主役なのか』草思社、2015
- 『本当はエロかった昔の日本 古典文学で知る性愛あふれる日本人』新潮社 2015　新潮文庫、2017
- 『日本の古典はエロが9割 ちんまん日本文学史』日本文芸社 2016
- 『女系図でみる驚きの日本史』新潮新書 2017
- 『源氏物語の教え: もし紫式部があなたの家庭教師だったら』ちくまプリマー新書 2018
- 『えろまん エロスでよみとく万葉集』新潮社, 2019
- 『女系図でみる日本争乱史』新潮新書 2019.9
- 『くそじじいとくそばばあの日本史』ポプラ新書、2020
- 『毒親の日本史』新潮新書　2021.3
- 『うん古典: うんこで読み解く日本の歴史』新潮社　2021.4
- 『くそじじいとくそばばあの日本史　長生きは成功のもと』ポプラ新書、2022

### 現代語訳
- 『大塚ひかりの義経物語』（義経記）角川ソフィア文庫、2004
- 『源氏物語』個人全訳、全6巻、ちくま文庫、2008-09
- 『ひかりナビつき竹取物語』文春文庫、2013